# Sara Bendahan
Sara Bendahan (Guatire, Miranda; 28 de agosto de 1900 - 1946) fue una médica venezolana de origen sefardí. Fue la segunda mujer que en Venezuela hizo sus estudios completos de Medicina en la Universidad Central de Venezuela.

## Infancia y estudios básicos
Sus padres eran inmigrantes judíos sefardíes que llegaron de Marruecos a finales del siglo XIX y se establecieron en Guatire. En 1923 Bendahan presentó los exámenes para optar al Certificado de Educación Secundaria, los cuales fueron aprobados con las máximas calificaciones.

## Estudios universitarios
En septiembre de 1924 ingresó a la Universidad Central de Venezuela para estudiar la carrera de Medicina. Fue pionera, ya que en la época a la que se hace referencia había muy pocas mujeres  en las aulas de clases: 13 en Filosofía, 7 en Farmacia, 5 en Ciencias Médicas, 1 en Odontología pero ninguna en medicina.
Durante sus estudios enfrentó la pobreza y además enfermó de tuberculosis pero a pesar de todo ello completó los seis años de carrera con buenas calificaciones. En 1929 Ida Malekova, madre de Teodoro Petkoff fue una de las primeras en revalidar su título en Venezuela, previos estudios y graduación en el exterior. Sara terminó sus estudios en 1930, pero el título de Médica le fue entregado en 1939 debido a problemas políticos en aquella época. En su discurso de graduación, recordó a otra doctora, Virginia Pereira Álvarez, quien no pudo completar sus estudios en Venezuela, terminándolos en Estados Unidos.
Se casó y tuvo una hija. Quiso llevar a cabo un estudio sobre prevención de la prostitución, pero su salud se lo impidió, muriendo en 1946.